# Weston (Massachusetts)
Weston – miasto w Stanach Zjednoczonych, w stanie Massachusetts, w hrabstwie Middlesex.